# Leonardo Corti
Leonardo Corti (San Pedro, Buenos Aires, Argentina, 29 de enero de 1981) es un futbolista argentino que juega como arquero en San Martín de San Juan de la Segunda División Argentina

## Clubes
Realizó las inferiores en el club Los Andes de San Pedro, en Independiente y finalmente en San Lorenzo. Decidió ser arquero ya que se consideraba un pataduras.
En San Martín Comenzó siendo el tercer arquero luego de Luciano Pocrnjic y de Luis Ardente. A pesar de esto le tocó atajar en partidos muy importantes para el conjunto sanjuanino, como en el encuentro del 24 de junio contra San Lorenzo en la última fecha del campeonato 2011/2012.
A principios del 2015 Luciano Pocrnjic se retira del club pasando a Newell's, por lo que Leo queda como primer arquero suplente.
El 27 de julio de 2015 entra como titular contra Nueva Chicago por la 18ª fecha del Campeonato 2015, siendo que hace 2 años y 8 meses que no entraba en la formación inicial. Ese día tuvo una tarde soñada donde fue la figura del partido luego de atajar hasta un penal.
| Club                         | País      | Año         |
| ---------------------------- | --------- | ----------- |
| Almagro                      | Argentina | 2001 - 2006 |
| Luján de Cuyo                | Argentina | 2006 - 2007 |
| Ben Hur                      | Argentina | 2007 - 2008 |
| 9 de Julio de Rafaela        | Argentina | 2008 - 2009 |
| San Martín de San Juan       | Argentina | 2009 - 2021 |
| Sportivo Peñarol de San Juan | Argentina | 2021 - 2022 |
| Juventud Alianza de San Juan | Argentina | 2022 - 2025 |